# Knut Henning Gezelius von Schéele
Knut Henning Gezelius von Schéele, född 31 maj 1838 i Stockholm, död 7 april 1920 i Uppsala, var en svensk teolog, biskop i Visby stift 1885–1920. Han tillhörde den adliga ätten von Schéele. Hans föräldrar var prosten och kyrkoherden i Bringetofta församling i Växjö stift Knut Georg von Schéele och Matilda Charlotta Gezelius och han var brorson till Franz Adolf von Schéele. Han gifte sig 1868 med sin släkting Anna Gustafva Maria Ekman, dotter till bruksägaren Carl Edvard Ekman. Han var svåger med Carl Fabian Björling och Carl Cederström.

## Akademisk karriär
K.H. Gez. von Schéele - så skrev han sig alltid - avlade studentexamen i Uppsala 1856. Under studierna vid Uppsala universitet innehade han flera förtroendeuppdrag, till exempel sin nations förste kurator och studentkårens ordförande. År 1860 promoverades von Schéele till filosofie magister och han blev teologie kandidat och docent i teologiska prenotioner 1867 vid Uppsala universitet. Han prästvigdes 1872 och började som förste teologie adjunkt och kyrkoherde i Hagby församling 1873. År 1877 blev han teologie doktor vid Uppsala universitet och, på kallelse av fakulteten, extra ordinarie professor i teologiska prenotioner och teologisk encyklopedi samma år, vidare ordinarie professor i samma ämnen 1879. Under sin akademitid publicerade Schéele åtskilliga teologiska skrifter.
Han utsågs 1885 till biskop i Visby stift.

## Internationellt engagemang
Vid sidan av sina ämbetsåligganden, dit deltagande i kyrkomötena alltsedan 1888 hört, gjorde von Schéele stora insatser vid upprätthållandet av Sveriges och Svenska kyrkans internationella förbindelser. Talangfull talare, språkkunnig och synnerligen representativ, deltog han i och presiderade vid en mängd in- och utländska kongresser. Så stod han i intim kontakt med Allgemeine evangelisch-lutherische konferenz, presiderade vid världskonferensen för KFUM i Stockholm 1888 och vid allmänna religionskongressen där 1897, har deltagit i in- och utländska antialkohol- och fredskongresser. Schéele hade livliga förbindelser med Augustanasynoden i USA, under ett längre besök där 1901 höll han föreläsningar vid amerikanska colleges. Han var svenska kyrkans representant 1898 vid den av tyske kejsaren  Vilhelm II verkställda invigningen av Erlöserkirche, en evangelisk kyrka i Jerusalems gamla stad. Resan skildrade han i På helig mark (1900). Den gav honom uppslag till stiftandet samma år av Svenska Jerusalemsföreningen som länge stod under hans ledning. Från 1887 var von Schéele utan avbrott ordförande vid de svensk-lutherska prästkonferenserna.

## I politiken
Även i det politiska livet deltog von Schéele flitigt, 1865 som representant för sin ätt på Riddarhuset vid den sista ståndsriksdagen, där han röstade för upphävandet av adelns politiska ståndsprivilegier, och 1900-1911 som  fullmäktig för Visby i riksdagens  Andra kammare, där han intog moderat–liberal ståndpunkt och sedan 1906 ledamot av konstitutionsutskottet. von Schéele var från 1903 medlem - och senare förtroendeman i - det politiska partiet de moderata reformvännerna.

## Övrigt
- Schéele blev 30 november 1895 kommendör med stora korset av Kungliga Nordstjärneorden (kommendör 1:a klass 30 november 1889; ledamot 1885) Källor: Sveriges Statskalender för det efterföljande kalenderåret
- Schéele anses ha målat glasmosaikfönstren i  Finspångs slottskapell.
- Han utnämndes 1901 till juris doktor honoris causa vid Yale university i USA.
- Han ligger begravd på Uppsala gamla kyrkogård.
- Scheele var engagerad i bildningsfrågor och satt som skolrådsordförande. Vid ett tillfälle i november 1891 när en småskollärarinna hastigt insjuknat gick han in som vikarie till dess att man hittat en behörig lärare som kunde ta över.

## Publikationer
- Rationalismens förberedelser (1868 i Uppsala universitets årsskrift (UUÅ); 2:a uppl. 1877)
- Den kyrkliga katekisationen (1869 i UUÅ; 4:e uppl. 1881, översatt till tyska 1886)
- Julcykeln inom de nya högmässotexternas andra årgång (1874)
- Teologisk symbolik (1877-79; översatt till tyska 1881 och 1886, ingår i Zöcklers "Handbuch der theologischen Wissenschaften")
- Från förgården in i helgedomen. Smärre uppsatser (1879)
- Till strids för friden. Apologetiska föredrag (1881)
- Herren mitt baner, strödda föredrag (1892)
- Hemlandstoner. En hälsning från modern Svea till dotterkyrkan i Amerika (2 delar, 1894-95).
- På helig mark, skildring av resan till Jerusalem 1898. (1900)

Schéele utgav 1883-94 Tidskrift för kristlig tro och bildning (till och med 1886 tillsammans med U.L. Ullman).